# Philippe Henri de Ségur

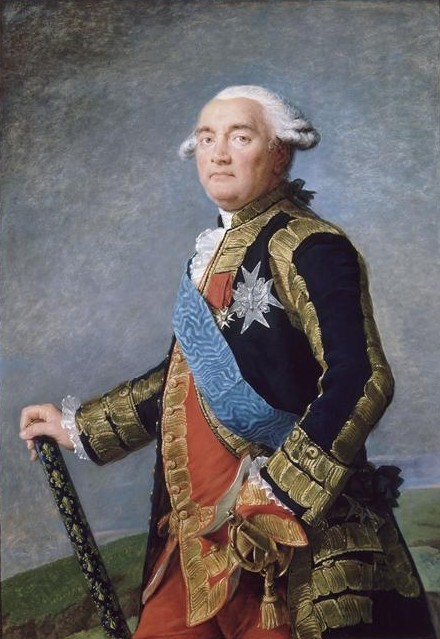
Philippe Henri de Ségur. Portret door Élisabeth Vigée-Lebrun, 1789

Philippe Henri markies van Ségur (Parijs, 24 januari 1724 - Parijs, 8 oktober 1801) was een Frans militair, politicus en maarschalk van Frankrijk.
Hij was de zoon van Henri François de Ségur en diens vrouw Angélique de Froissy. Op zijn achttiende werd hij benoemd als bevelhebber over een infanterie eenheid, waarmee hij onder zijn vader diende in Italië en Bohemen. Hij raakte gewond tijdens de Slag bij Rocourt in oktober 1746, en verloor een arm bij de Slag bij Lafelt in 1747. In 1748 volgde hij zijn vader op als luitenant-generaal van Champagne en Brie. Ook ontving hij in 1753 het gouverneurschap van Foix. Tijdens de Zevenjarige Oorlog diende hij in de slagen bij Hastenbeck, Krefeld en Slag bij Minden. In 1760 werd hij gevangengenomen tijdens de Slag bij Kloster Kampen.
Zijn capaciteiten op bestuurlijk gebied, die liet hij zien in het bestuur van Franche-Comté rond 1775, leidden tot zijn benoeming tot minister van Oorlog in 1780. In deze functie creëerde hij in 1783 de permanente generale staf en zette zich in voor de kwaliteit van militaire barakken en militaire hospitalen. Op 13 juni 1783 werd hij benoemd tot maarschalk van Frankrijk. In 1787 nam hij ontslag. 
Tijdens de Terreur werd Ségur gevangengezet in de La Force gevangenis. Na zijn vrijlating werden zijn adellijke titels van hem afgenomen, totdat hij door Napoleon in 1800 werd gerehabiliteerd. In het daaropvolgende jaar overleed hij in Parijs. 
Philippe Henri de Ségur trouwde 1749 met Louise Anne Madeleine de Vernon. Hij was de vader van Louis Philippe de Ségur (1753-1830), diplomaat en historicus. 